# Garry Sharpe-Young
Garry Anthony Sharpe-Young (* 1964 im Vereinigten Königreich; † 12. März 2010 in Taranaki, Neuseeland) war ein britischer Musikjournalist. Neben einigen Publikationen zur Metal-Szene war er auch der Gründer der Website Rockdetector.com (heute: MusicMight).

## Leben
Garry Sharpe-Young begann sich im Alter von 14 Jahren für Rockmusik und Metal zu interessieren und wurde recht schnell ein großer Fan dieser Musikarten. Als Teenager begann er auch verschiedene Coverartworks nachzuahmen. Als er sich über das Cover einer Band im Kerrang aufregte und bei Ebony Records anrief, erklärte er dem Labelinhaber, dass das Cover „scheiße“ aussehe, und er ein besseres zeichnen könne. Tatsächlich wurde dies ernst genommen und er erstellte zunächst das Coverartwork für die Kompilation Metal Warriors. Danach folgten das Cover von Savages Loose ’n’ Lethal und Grim Reapers See You in Hell. Über den Fotografen Robert Ellis konnte er Kontakt zu den Scorpions und zu Queensrÿche herstellen, für die er einige Logos und Backdrops erstellte. Er arbeitete außerdem für Rob Halford und Guns N’ Roses.
Seine schriftstellerische Tätigkeit begann für das Metal Mania-Magazin aus San Francisco. Danach folgten Arbeiten für die Zeitschriften Aardschok America und Metal Forces. Während er anschließend als A&R für verschiedene Labels arbeitete, veröffentlichte er eine Reihe von Musikbüchern, unter anderem die Enzyklopädie The Ultimate Hard Rock Guide, die auf mehr als 800 Seiten etwa 6000 Bands beinhaltete. Das Buch erschien in Deutschland in englischer Ausgabe über das Magazin Heavy oder was!? (heute: Heavy).
2001 entwarf er das Konzept für die Band-Datenbank Rockdetector.com, die als eine der größten Metal- und Rock-Datenbanken im Internet gilt. Einige Buchpublikationen mit den Datensätzen über bestimmte Genres, unter anderem über Black und Thrash Metal, folgten. Zudem erstellte Sharpe-Young Biografien von Ozzy Osbourne und Black Sabbath.
2002 zog Sharpe-Young nach Neuseeland, wo er als Kolumnist für die Zeitung Taranaki Daily News arbeitete und anschließend als Eventmanager in der Region Taranaki und in New Plymouth arbeitete. Unter anderem brachte er die reformierten Fleetwood Mac 2008 nach Neuseeland und gründete das Gitarrenfestival namens G-Taranaki.
Garry Sharpe-Young verstarb überraschend am 12. März 2010 zuhause an einem Hirn-Aneurysma. Er hinterließ eine Frau und drei Kinder.

## Werke (Auswahl)
- The A–Z of ’80s Rock. Berlin: I.P.-Verlag. 2003, ISBN 3-931624-77-3
- The A–Z of Doom, Gothic & Stoner Metal. Berlin: I.P.-Verlag, ISBN 3-931624-79-X
- The A–Z of Black Metal. Berlin: I.P. Verlag 2001.
- The A–Z of Power Metal. Berlin: I.P. Verlag 2003, ISBN 3-931624-80-3
- The A–Z of Thrash Metal. Berlin: I.P. Verlag, ISBN 1-901447-09-X
- Black Sabbath: Never Say Die! An unofficial publication. Berlin: I.P. Verlag 2003, ISBN 3-931624-76-5
- Encyclopedia of Classic Rock. Helter Skelter Publishing 2009.
- Metal: The Definitive Guide. Mit Vorwort von Rob Halford. Jawbone Press 2007.
- New Wave of American Metal. Zonda Books Limited 2005.
- Ozzy Osbourne: The Story of Ozzy. Cleopatra Records 2002.
- Sabbath Bloody Sabbath: The Battle for Black Sabbath. Zonda Books Limited 2006.
- The Ultimate Hard Rock Guide' Vol. 1: Europe. Zusammen mit Horst Odermatt. Nottinghamshire: Bang Your Head Enterprises 1998, ISBN 0-9534751-0-7.